# Unión personal

Insignia de la Unión de las Coronas, con la rosa Tudor dividida a la mitad con el cardo escocés, usada por el rey Jacobo I y VI para simbolizar la unión personal de sus reinos.

Una unión personal es una figura jurídica mediante la cual dos o más Estados comparten un mismo jefe de Estado, sin que exista, necesariamente, una integración política entre ambas naciones. Las dos o más entidades que forman una unión personal se consideran Estados soberanos separados.
Las uniones personales pueden surgir por diversos motivos. En muchas ocasiones surgen cuando las reglas de sucesión de dos estados coinciden en una misma persona, lo que fue muy común en Europa cuando las casas reales tenían la costumbre de casarse entre sí. En otras ocasiones surgen bajo una anexión virtual o de facto en las cuales se usa la figura de unión personal para pretender cierta independencia del estado sometido con el fin de aplacar insurrecciones. El caso más notorio de uniones personales en la actualidad surge al interior de la Mancomunidad británica de naciones, en la cual varios de los estados se consideran reinos con el monarca del Reino Unido como su jefe de Estado.
En las uniones personales, ambos estados conservan cuerpos de gobierno separados, con sus propias capitales y reconocimiento por separado por las demás naciones. Las uniones personales puede evolucionar hacia una unión real o una federación, una anexión o una separación.
Las uniones personales son más comunes en las monarquías. En las repúblicas, normalmente, los presidentes son ciudadanos elegidos por sus propios conciudadanos, directa o indirectamente. Esto no descarta, sin embargo, casos como el de Francia, cuyo presidente es también uno de los jefes de Estado de Andorra, posición que comparte con el obispo de Seo de Urgel (España), unión que data de 1607, cuando Francia era una monarquía con Enrique IV de Borbón como monarca.

## Monarquías en unión personal

### África

#### Estado Libre del Congo y Bélgica
- Unión personal con Bélgica desde 1885 hasta 1908, cuando el Estado Libre del Congo se convirtió en colonia belga. El único soberano durante este periodo fue Leopoldo II, que continuó como rey de Bélgica hasta su muerte un año después, en 1909.

### América

#### Brasil
- Unión personal con Portugal, bajo Pedro I de Brasil (Pedro IV de Portugal), del 10 de marzo al 28 de mayo de 1826. Pedro era el Príncipe Real de Portugal, Brasil y los Algarves cuando declaró la independencia de Brasil en 1822, convirtiéndose en su primer emperador. A la muerte de su padre (Juan VI de Portugal), Pedro se convirtió también en rey de Portugal, pero abdicó del trono portugués 79 días después en favor de su hija mayor Princesa María de la Gloria.

### Asia

#### Goryeo
- Unión personal con Shenyang en la Mongol liderada por la dinastía Yuan de China (1308-1313; Rey Chungseon)
  - Como rey de Goryeo (高麗國王) y rey de Shenyang (瀋陽王) en 1308-1310
  - Como rey de Goryeo y rey de Shen (瀋王) en 1310-1313

El rey Chungseon reinó como rey de Goryeo en 1298 y 1308-1313 y como rey de Shenyang o rey de Shen desde 1307 (según la Historia de Yuan) o 1308 (según Goryeosa) hasta 1316. En esa época, Goryeo ya se había convertido en vasallo de la dinastía Yuan y la familia imperial de Yuan y la familia real de Goryeo mantenían una estrecha relación mediante matrimonios de conveniencia. Como era un hombre muy poderoso durante el reinado de Emperador Wuzong, pudo convertirse en el rey de Shenyang, donde vivían muchos coreanos en China. Sin embargo, perdió su poder en la corte imperial de Yuan tras la muerte del emperador Wuzong. Debido a que la dinastía Yuan hizo que Chungseon abdicara de la corona de Goryeo en 1313, la unión personal se terminó. Rey Chungsuk, el hijo mayor de Chungseon, se convirtió en el nuevo rey de Goryeo. En 1316, la dinastía Yuan hizo abdicar a Chungseon de la corona de Shen en favor de Wang Go, uno de sus sobrinos, por lo que éste se convirtió en el nuevo rey de Shen.

### Europa

#### Albania
- Reino albanés medieval unión personal con el Reino de Nápoles (1272-1368)
- Unión personal con el Reino de Italia (1939-1943).

#### Andorra
Aunque Francia es ahora una república con un presidente y no una monarquía, está sin embargo en unión personal con la vecina monarquía nominal (no hereditaria) de Andorra desde 1278.

#### Austria
- Unión personal con Tierras de la Corona de Bohemia (1260-1276, 1306-1307, 1438-1439, 1453-1457 y 1526-1918).
- Unión personal con las Tierras de la Corona de Hungría (1437-1439, 1444-1457 y 1526-1918).
- Unión personal con los Países Bajos austriacos (1714-1795).
- Unión personal con el Imperio español (1519-1521).
- Unión personal con el Reino de Nápoles (1714-1735), el Reino de Cerdeña (1714-1720), el Reino de Sicilia (1720-1735), el Ducado de Parma (1735-1748), el Venecia (1797-1805) y el Reino de Lombardía-Venecia (1814-1859).
- Unión personal con el Reino de Eslavonia (1699-1868), Reino de Serbia (1718-1739), Reino de Galicia y Lodomeria (1772-1918), Ducado de Bucovina (1774-1918), Nueva Galicia (1795-1809), Reino de Dalmacia (1797-1805 y 1814-1918) y Bosnia y Herzegovina (1878/1908-1918).

#### Bohemia
- Unión personal con Polonia 1003-1004 (Bohemia ocupada por los polacos)
- Unión personal con Polonia 1300-1306 y Hungría 1301-1305 (Wenceslao II y Wenceslao III)
- Unión personal con Luxemburgo 1313-1378 y 1383-1388
- Unión personal con Hungría 1419-1439 (Segismundo de Luxemburgo y su yerno) y 1490-1526 (dinastía Jagellón)
- Unión personal con Austria y Hungría 1526-1918 (excepto los años 1619-1620)

#### Brandeburgo
- Unión personal con el Principado de Ansbach de 1415 a 1440 y de 1470 a 1486.
- Unión personal con el Ducado de Prusia desde 1618, cuando Alberto Federico, Duque de Prusia, murió sin herederos varones y su yerno Juan Segismundo, Elector de Brandeburgo, se convirtió en gobernante de ambos países. Brandemburgo y Prusia mantuvieron gobiernos separados y sedes de poder en Berlín y Königsberg respectivamente hasta 1701, cuando Frederick I los consolidó en un solo gobierno.

#### Croacia
- Unión personal con el Reino de Hungría 1102-1918

#### Dinamarca
- Unión personal con el Noruega (986-995, 1000-1014, 1028-1035, 1042-1047, 1380-1397, 1397-1523 (Unión de Kalmar) y 1524-1814 (Dinamarca-Noruega)).
- Unión personal con el Inglaterra (1013-1014, 1018-1035 (Imperio del mar del Norte) y 1040-1042).
- Unión personal con Suecia (1397-1523 (Unión de Kalmar).
- Unión personal con el Ducado de Schleswig (1086-1364, 1460-1864) y el Condado/Ducado de Holstein (1460-1864).
- Unión personal con el Condado de Oldemburgo (1667-1773)
- Unión personal con el Ducado de Sajonia-Lauenburgo (1814-1864)
- Unión personal con el Islandia (1918-1944).

#### Inglaterra
- Unión personal, como Reino de Inglaterra, con Dinamarca (1013-1014, 1018-1035 (Imperio del mar del Norte) y 1040-1042).
- Unión personal, como Reino de Inglaterra, con el Ducado de Normandía (1066-1087, 1106-1144, 1154-1204/1259).
- Unión personal, como Reino de Inglaterra, con los Condado de Anjou (1154-1204).
- Unión personal, como Reino de Inglaterra, con gran parte de Francia (Imperio Angevino) (1154-1214).
- Unión personal, como Reino de Inglaterra, con Aquitania (1154-1453).
- Unión personal, como Reino de Inglaterra, con Principado de Gales (1284-1542).
- Unión personal, como Reino de Inglaterra, con Reino de Francia (1422-1453).
- Unión personal, como Reino de Inglaterra, con Señorío de Irlanda (1171–1542) y Reino de Irlanda (1542–1649, 1660-1707).
- Unión personal, como Reino de Inglaterra, con Reino de España (1556-1558).
- Unión personal, como Reino de Inglaterra, con Reino de Escocia (1603–1649, 1660-1707).1
- Unión personal, como Reino de Inglaterra, con Principado de Orange (1689–1702).

1: Luego de 1707, véase Gran Bretaña abajo.

#### Francia
- Unión personal, como parte del Imperio Angevino, con el Reino de Inglaterra (1154–1214).
- Unión personal con el Reino de Inglaterra (1422-1453).
- Unión personal con el Reino de Nápoles bajo el gobierno de Carlos VIII (1495) y Luis XII (1501-1504).
- Unión personal con el Ducado de Milán bajo el gobierno de Luis XII (1499-1500 y 1500-1512) y Francisco I (1515-1521 y 1524-1525).
- Unión personal con el Reino de Escocia bajo el gobierno de Francisco II (1559-1560).
- Unión personal con la Mancomunidad Polaco-Lituana bajo el gobierno de Henry III (1574-1575).
- Unión personal con el Reino de Navarra (1284-1328 y 1589-1620).
- Unión personal parcial con Andorra desde 1607 (el jefe de Estado francés es uno de los jefes de Estado de Andorra).
- Unión personal bajo Napoleón con el Italia y la Confederación del Rin.

Nota: El punto en cuestión en la Guerra de Sucesión Española fue el temor de que la sucesión al trono español dictada por la ley española, que recaería en Louis, le Grand Dauphin — ya heredero del trono de Francia — crearía una unión personal que alteraría el equilibrio de poder europeo; Francia tenía el ejército más poderoso de Europa en ese momento, y España el mayor imperio.

#### Georgia
- Reino de Iberia y Colchis fueron poder conectado del monarca en 300-90 años AC (dinastía Farnavazida).
- Reino del Ponto y Cólquida fueron poder conectado del monarca en 109 años a. C.-64 d. C.
- 1000-1010 Reino de Abjasia y Iberia gobernado por Bagrat III. En 1010 se unió (junto con el anexo Reino de Kakheti) en un único Reino de Georgia.
- Reino de Kakheti y Hereti estaban conectados poder del monarca en 1020s-1104.
- Principado de Mingrelia y Principado de Abjasia en los años 1557-1660 bajo el gobierno de la Casa de Dadiani
- Reino de Kartli y Reino de Kakheti unidos bajo el gobierno de un solo monarca en 1513-1520 (David X), 1625-1633 (Teimuraz I), 1648-1658 (Rostom), 1660-1664 (Vakhtang V), 1723 (Constantino II/III), para finalmente unir el Reino de Kartli-Kakheti en 1762 bajo el reinado de Heraclio II y sus descendientes.
- Reino de Imereti y Principado de Guria se unieron bajo el gobierno de un único monarca en 1681-1683 (George IV/III), 1701-1702, 1713-1714 (Mamia (III)) y 1720 (George VIII/IV).

#### Gran Bretaña
Antes de 1707, véase Inglaterra y Escocia.
- Unión personal con el Reino de Irlanda (1707-1801).
- Unión personal con el Electorado de Hanover (1714-1801).

Después de 1801, ver Reino Unido más abajo.

#### Hanover
- Unión personal con el Reino de Gran Bretaña y el Reino de Irlanda desde 1714 hasta 1801.
- Unión personal con el Reino Unido de 1801 a 1807 y de nuevo de 1814 a 1837, cuando la diferentes leyes de sucesión dio lugar a que Reina Victoria ascendiera al trono británico y su tío Ernesto Augusto al de Hannover.
- La unión personal se interrumpió de 1807 a 1813 cuando Hannover se fusionó con el Reino de Westfalia durante las Guerras Napoleónicas. Unos meses después de la Batalla de Leipzig, se restableció el Reino de Hannover.

#### Sacro Imperio Romano
- Unión personal con el Reino de Sicilia de 1194 a 1254 bajo la dinastía Hohenstaufen.
- Unión personal con España de 1519 a 1556 bajo Carlos V.
- Unión personal con Hungría 1410-1439, 1556-1608, 1612-1740 y 1780-1806.
- Unión personal con el Reino de Nápoles (1714-1735), el Reino de Cerdeña (1714-1720), el Reino de Sicilia (1720-1735)

#### Hungría
- Unión personal con Croacia 1102-1918 (véase Croacia más arriba para más detalles).
- Unión personal con Polonia y Bohemia 1301-1305.
- Unión personal con Polonia de 1370 a 1382 bajo el reinado de Luis el Grande. Este periodo de la historia de Polonia se conoce a veces como la Polonia de Andegawen. Luis heredó el trono polaco de su tío materno Casimiro III. Tras la muerte de Luis, los nobles polacos (los szlachta) decidieron poner fin a la unión personal, ya que no querían ser gobernados desde Hungría, y eligieron a la hija menor de Luis Jadwiga como nueva gobernante, mientras que Hungría fue heredada por su hija mayor María. Unión personal con Polonia por segunda vez desde 1440 hasta 1444.
- Unión personal con Nápoles de 1385 a 1386 bajo el reinado de Carlos III de Nápoles.
- Unión personal con Bohemia, de 1419 a 1439 y de 1490 a 1918.
- Unión personal con el archiducado de Austria, 1437-1439, 1444-1457 y 1526-1806.
- Unión personal con el Sacro Imperio Romano Germánico, 1410-1439, 1556-1608, 1612-1740 y 1780-1806.
- Unión real con Austria, 1867-1918 (la monarquía dual de Austria-Hungría) bajo los reinados de Franz José y Carlos IV.

#### Islandia
- Unión personal con Dinamarca desde 1918 hasta 1944, cuando el país se convirtió en una república.

#### Irlanda
- Unión personal, como Reino de Irlanda, con el Reino de Inglaterra (1542-1649 y luego de nuevo tras la la restauración 1660-1707).
- Unión personal, como Reino de Irlanda, con el Reino de Escocia (1603-1649 y después de la restauración 1660-1707).
- Unión personal, como Reino de Irlanda, con el Reino de Gran Bretaña (1707-1801)
- Unión personal, como Estado Libre Irlandés (1922-1937) y luego como Éire (1937-1949), con el Reino Unido de Gran Bretaña e Irlanda del Norte. (El período 1937-1949 [[Jefe de Estado de Irlanda (1936 a 1949)|es discutido]).

#### Italia
- Unión personal con el Reino de Albania (1939-1943).
- Unión personal con el Imperio Etíope (1936-1941)

#### Lituania
- Unión personal (la Unión Polaco-Lituana) con la Corona del Reino de Polonia 1386-1401, 1447-1492 y 1501-1569; luego se transformó en una federación, Mancomunidad Polaco-Lituana.

#### Luxemburgo
- Unión personal con Bohemia, 1313-1378 y 1383-1388.
- Unión personal con los Países Bajos desde 1815 hasta 1890, cuando Rey y Gran Duque Guillermo III murió dejando sólo una hija, Wilhelmina. Dado que Luxemburgo se regía por la Ley Sálica, el primo lejano de Guillermina Adolphe sucedió en el Gran Ducado, poniendo fin a la unión personal.

#### Nápoles
- Unión personal con el Reino de Hungría de 1385 a 1386 bajo el gobierno de Carlos II de Hungría.
- Unión personal con la Corona de Aragón (1442-1458 y 1504-1516).
- Unión personal con el Reino de Francia bajo el gobierno de Carlos VIII (1495) y Luis XII (1501-1504).
- Unión personal con el Reino de España (1516-1714).
- Unión personal con el Sacro Imperio Romano (1714-1735).
- Unión personal con el Reino de Sicilia desde 1735 hasta 1806 bajo el gobierno de la Casa de Borbón.

#### Navarra
- Unión personal con Francia de 1285 a 1328 debido al matrimonio entre Felipe IV de Francia y Juana I de Navarra y el reinado de sus tres hijos, y de 1589 a 1620 debido al ascenso al trono francés de Enrique III, tras lo cual el Navarra se integró formalmente en Francia.

#### Países Bajos
- Unión personal con Luxemburgo desde 1815 hasta 1890.

#### Noruega
- Sweyn Forkbeard gobernó tanto Noruega como Dinamarca desde 999 hasta 1014. También gobernó Inglaterra de 1013 a 1014.
- Cnut el Grande]] gobernó Inglaterra y Dinamarca de 1018 a 1035. También gobernó Noruega de 1028 a 1035.
- Unión personal con Dinamarca 1042-1047. Magnus I de Noruega gobernó tanto Noruega como Dinamarca, que murió en circunstancias poco claras.
- Unión personal con Suecia de 1319 a 1343.
- Unión personal con Suecia de 1449 a 1450.
- Unión personal con Dinamarca desde 1380 hasta 1389.
- Unión personal con Dinamarca y Suecia de 1389/97 a 1521/23 (a veces desaparecida).
- Unión personal con Dinamarca de 1523 a 1814.
- Unión personal con Suecia desde 1814 (cuando Noruega declaró su independencia de Dinamarca y se vio obligada a una unión con Suecia) hasta 1905.

#### Polonia
- Unión personal con el Reino de Bohemia de 1300 a 1306.
- Unión personal con el Reino de Hungría, 1301-1305, 1370-1382 y 1440-1444 (véase la sección Hungría).
- Unión personal entre el Ducado de Płock y el Ducado de Wizna en 1345-1351, 1381-1382 y 1435-1495.
- Unión personal con el Gran Ducado de Lituania desde la 1386 a 1401, 1447 a 1492 y 1501 a 1569.
- Unión personal con el Reino de Francia de 1574 a 1575.
- Unión personal con el Reino de Suecia de 1592 a 1599.
- Unión personal con el Ducado de Rutenia (Ucrania) en 1658.
- Unión personal con el Electorado de Sajonia, 1697-1706, 1709-1733 y 1734-1763.
- Unión personal con el Imperio ruso de 1815 a 1831.

#### Pomerania
- Unión personal entre Pomerania-Stolp y Pomerania-Stargard de 1395 a 1402 y de 1403 a 1478.

#### Portugal
- Unión Ibérica con España de 1580 a 1640, bajo Felipe II (también conocido como Felipe I de Portugal), su hijo y nieto.
- Unión personal con Brasil, bajo Pedro I de Brasil (Pedro IV de Portugal), del 10 de marzo de 1826 al 28 de mayo de 1826. Pedro era el Príncipe Real de Portugal, Brasil y los Algarves cuando declaró la independencia de Brasil en 1822, convirtiéndose en su primer emperador. A la muerte de su padre (Juan VI de Portugal), Pedro se convirtió también en rey de Portugal durante sólo unas semanas, tras lo cual abdicó del trono portugués en favor de su hija mayor, la Princesa María da Glória.

#### Prusia
- Brandeburgo-Prusia: unión personal entre el Margraviato de Brandeburgo y el Ducado de Prusia (1618-1701).
- Unión personal entre el Reino de Prusia y el Ducado de Courland y Semigallia (posteriormente Ducado Báltico Unido) (1918).
- Unión personal entre el Reino de Prusia y el Principado de Neuchâtel, 1707-1806 y 1814-1848. El rey de Prusia intercambió territorios con Francia durante el intermedio 1806-1814.
- Unión personal entre el Reino de Prusia y el Imperio alemán, 1871-1918.

#### Rumanía
- Unión personal entre Valaquia y Moldavia de 1859 a 1862 bajo el gobierno de Alexandru Ioan Cuza

#### Rusia
- Unión personal entre el Imperio ruso y el Señorío de Jever de 1793 a 1818

#### Cerdeña
- Unión personal con el Reino de España (1516-1708).
- Unión personal con el Sacro Imperio Romano (1714-1720).
- Unión personal con el Ducado de Saboya desde 1720.

#### Sajonia-Coburgo y Sajonia-Gotha
En 1826, el recién creado Ducado de Sajonia-Coburgo y Gotha fue inicialmente un ducado doble, gobernado por el duque Ernesto I en unión personal. En 1852, los ducados se vincularon en una unión política y real. A partir de ese momento, se convirtió en un Estado unitario cuasi-federal, aunque los intentos posteriores de fusionar los ducados fracasaron.

#### Saxe-Weimar y Saxe-Eisenach
Los ducados de Sajonia-Weimar y Sajonia-Eisenach estuvieron en unión personal desde 1741, cuando se extinguió la casa gobernante de Sajonia-Eisenach, hasta 1809, cuando se fusionaron en el ducado único de Sajonia-Weimar-Eisenach.

#### Schleswig y Holstein
Ducados con reglas peculiares de sucesión. Véase la Cuestión de Schleswig-Holstein.
Los reyes de Dinamarca al mismo tiempo siendo duques de Schleswig y Holstein 1460-1864. (siendo Holstein parte del Sacro Imperio Romano Germánico, mientras que Schleswig era parte de Dinamarca). La situación se complicó por el hecho de que, durante algún tiempo, los Ducados se dividieron entre ramas colaterales de la Casa de Oldenburgo (la Casa gobernante en Dinamarca y Schleswig-Holstein). Además del Ducado "principal" de Schleswig-Holstein-Glückstadt, gobernado por los reyes de Dinamarca, había estados que abarcaban territorio en ambos Ducados. En particular, los duques de Schleswig-Holstein-Gottorp y los duques subordinados de Schleswig-Holstein-Beck, Schleswig-Holstein-Sonderburg-Augustenburg y Schleswig-Holstein-Sonderburg-Glücksburg.

#### Schwarzburg-Rudolstadt y Schwarzburg-Sondershausen
Los ducados de Schwarzburg-Rudolstadt y Schwarzburg-Sondershausen estuvieron en unión personal desde 1909, cuando Príncipe Günther de Schwarzburg-Rudolstadt sucedió también al trono de Schwarzburg-Sondershausen, hasta 1918, cuando él (y todos los demás monarcas alemanes) abdicaron.

#### Escocia
- Unión personal, como Reino de Escocia, con el Reino de Francia durante el reinado de Francisco II (1559-1560), primer esposo de María I de Escocia.
- Unión personal, como Reino de Escocia, con el Reino de Inglaterra y Reino de Irlanda (1603-1707) luego del ascenso de James VI, King of Scots, al trono conjunto de Inglaterra e Irlanda. (Todos los monarcas de Escocia estuvieron en unión personal con Inglaterra e Irlanda durante el período 1603–1707, con la excepción de Carlos II, que reinó solo como Rey de los Escoceses 1649–1651, y el interregnum subsiguiente desde 1651 y hasta la restauración de la Casa de Stuart en 1660)1
- Unión personal, como Reino de Escocia, con la Dutch Republic (1689-1702) durante el reinado de Guillermo II de Escocia.

1: Luego de 1707, vpease Gran Bretaña arriba. Luego de 1801, véase Reino Unido debajo.

#### Sicilia
- Unión (o Unión Personal) con el Sacro Imperio Romano de 1194 a 1254 bajo el gobierno de los Casa de Hohenstaufen.
- Unión personal con la Corona de Aragón de 1282 a 1285 y de 1409 a 1516 bajo el gobierno de la Casa de Barcelona y la Casa de Trastámara.
- Unión personal con el Reino de España de 1516 a 1713 bajo el gobierno de la Casa de Habsburgo y la Casa de Borbón.
- Unión personal con el Ducado de Saboya de 1713 a 1720 bajo el gobierno de Víctor Amadeo II de Saboya.
- Unión personal con el Sacro Imperio Romano de 1720 a 1734 bajo el gobierno de Carlos VI de Habsburgo.
- Unión personal con el Reino de Nápoles desde 1735 hasta 1806 bajo el gobierno de la Casa de Borbón.

#### España
León, Castilla y Aragón
- Reino de León, Reino de Galicia y Reino de Asturias (914-924).
- Reino de León y Reino de Castilla (1037-1065 y 1072-1230).
- Corona de Aragón y Reino de Navarra (1076-1134).
- Corona de Aragón y Reino de Sicilia (1282-1516).
- Corona de Aragón y Reino de Nápoles (1442-1458 y 1504-1516).
- Corona de Castilla y Ducado de Borgoña (1506).
- Corona de Castilla y Corona de Aragón de 1516 a 1715, durante la España de los Austrias y hasta que los decretos de Nueva Planta (1707-1715) anexionaron los distintos territorios de la Corona de Aragón a la Corona de Castilla, convirtiendo a España en una unión real.

España
- Unión personal con el Archiducado de Austria y la Tierras dinásticas austriacas (1519-1521).
- Unión personal con el Sacro Imperio Romano (1519-1556) bajo Carlos I.
- Unión personal con el Reino de Nápoles (1516-1714), el Reino de Cerdeña (1516-1708), el Reino de Sicilia (1516-1713) y el Ducado de Milán (1540-1706).
- Unión personal con los Países Bajos de los Habsburgo (1516-1581) y los Países Bajos españoles (1581-1714).
- Unión personal con el Reino de Inglaterra (1556-1558).
- Unión personal (Unión Ibérica) con el Reino de Portugal (1580-1640).

#### Suecia
- Unión personal con Noruega de 1319 a 1343.
- Unión personal con Scania de 1332 a 1360.
- La Unión de Kalmar con Dinamarca y Noruega desde 1389 hasta 1521/23 (a veces desaparecida).
- Unión personal con Noruega desde 1449 hasta 1450.
- Unión personal con la Corona del Reino de Polonia de 1592 a 1599.
- Los reyes suecos unieron su reino con Estonia (1581-1721), Livonia (1629-1721), Karelia (1617-1721), Escania (1645-1721), Bremen-Verden (1648-1719), Pomerania (1630-1815), Wismar (1648-1803) y Ingria (1583-1595 y 1617-1721).
- Unión personal con Noruega desde 1814 hasta 1905.

#### Reino Unido
- Unión personal con el Electorado de Hannover (1801-1806).
- Unión personal con el Reino de Hannover (1814-1837).
- Unión personal con el Estado Libre de Irlanda (1922-1937) y Irlanda (de iure) de 1937 a 1949;
- Los antiguos Dominios y Reinos de la Mancomunidad de Naciones: 
  - Newfoundland (1907-1934),
  - Sudáfrica (1910-1961),
  - India (1947-1950),
  - Pakistán (1947-1956),
  - Ceilán (Actualmente Sri Lanka)(1948-1972),
  - Ghana (1957-1960),
  - Nigeria (1960-1963),
  - Sierra Leona (1961-1971),
  - Tanganyika (1961-1962),
  - Trinidad y Tobago (1962-1976),
  - Uganda (1962-1963),
  - Kenia (1963-1964),
  - Malaui (1964-1966),
  - Malta (1964-1974),
  - Gambia (1965-1970),
  - Guyana (1966-1970),
  - Barbados (1966-2021).
  - Mauricio (1968-1992),
  - Fiyi (1970-1987).
- Unión personal con los actuales reinos de la Commonwealth: 
  - Canadá desde 1867,
  - Australia desde 1901,
  - Nueva Zelanda desde 1907,
  - Jamaica desde 1962,
  - Las Bahamas desde 1973,
  - Granada desde 1974,
  - Papúa Nueva Guinea desde 1975,
  - Islas Salomón desde 1978,
  - Tuvalu desde 1978,
  - Santa Lucía desde 1979,
  - San Vicente y las Granadinas desde 1979,
  - Antigua y Barbuda desde 1981,
  - Belice desde 1981,
  - San Cristóbal y Nieves desde 1983.

#### Gales
- Unión personal, como Principado de Gales, con el Reino de Inglaterra (1284-1542).

Después de 1542, ver Inglaterra arriba.